# Giro di Slovenia 2001
Il Giro di Slovenia 2001, ottava edizione della corsa, si svolse dal 8 al 13 maggio su un percorso di 1006 km ripartiti in 7 tappe, con partenza a Čatež e arrivo a Novo Mesto. Fu vinto dal russo Faat Zakirov della Amore & Vita-Beretta davanti allo sloveno Martin Derganc e al croato Vladimir Miholjević.

## Tappe
| Tappa  | Data      | Percorso                          | km   | Vincitore di tappa | Leader cl. generale |
| ------ | --------- | --------------------------------- | ---- | ------------------ | ------------------- |
| 1ª     | 8 maggio  | Čatež > Beltinci                  | 190  | Stefano Zanini     | Stefano Zanini      |
| 2ª     | 9 maggio  | Radenci > Ptuj                    | 120  | Boštjan Mervar     | Boštjan Mervar      |
| 3ª     | 9 maggio  | Zreče > Rogla (cron. individuale) | 16,5 | Faat Zakirov       | Faat Zakirov        |
| 4ª     | 10 maggio | Maribor > Lubiana                 | 168  | Dean Podgornik     | Faat Zakirov        |
| 5ª     | 11 maggio | Ivančna Gorica > Aidussina        | 175  | Seweryn Kohut      | Vladimir Miholjević |
| 6ª     | 12 maggio | Sesana > Passo della Moistrocca   | 158  | Faat Zakirov       | Faat Zakirov        |
| 7ª     | 13 maggio | Ribnica > Novo Mesto              | 178  | Remigius Lupeikis  | Faat Zakirov        |
| Totale | Totale    | Totale                            | 1006 |                    |                     |

## Dettagli delle tappe

### 1ª tappa
- 8 maggio: Čatež > Beltinci – 190 km

| Pos. | Corridore      | Squadra    | Tempo    |
| ---- | -------------- | ---------- | -------- |
| 1    | Stefano Zanini | Mapei      | 4h51'38" |
| 2    | Boštjan Mervar | Krka       | s.t.     |
| 3    | Arnold Eisel   | KIA-Suisse | s.t.     |

| Pos. | Corridore      | Squadra | Tempo    |
| ---- | -------------- | ------- | -------- |
| 1    | Stefano Zanini | Mapei   | 4h51'28" |

### 2ª tappa
- 9 maggio: Radenci > Ptuj – 120 km

| Pos. | Corridore      | Squadra    | Tempo    |
| ---- | -------------- | ---------- | -------- |
| 1    | Boštjan Mervar | Krka       | 2h59'12" |
| 2    | Milan Erzen    | Krka       | s.t.     |
| 3    | Arnold Eisel   | KIA-Suisse | s.t.     |

| Pos. | Corridore      | Squadra | Tempo    |
| ---- | -------------- | ------- | -------- |
| 1    | Boštjan Mervar | Krka    | 7h50'38" |

### 3ª tappa
- 9 maggio: Zreče > Rogla (cron. individuale) – 16,5 km

| Pos. | Corridore           | Squadra      | Tempo   |
| ---- | ------------------- | ------------ | ------- |
| 1    | Faat Zakirov        | Amore & Vita | 42'27"  |
| 2    | Martin Derganc      | Krka         | a 52"   |
| 3    | Vladimir Miholjević | Krka         | a 2'01" |

| Pos. | Corridore    | Squadra      | Tempo    |
| ---- | ------------ | ------------ | -------- |
| 1    | Faat Zakirov | Amore & Vita | 8h33'19" |

### 4ª tappa
- 10 maggio: Maribor > Lubiana – 168 km

| Pos. | Corridore         | Squadra | Tempo    |
| ---- | ----------------- | ------- | -------- |
| 1    | Dean Podgornik    |         | 3h45'50" |
| 2    | Kazimierz Stafiej | Mroz    | s.t.     |
| 3    | Boris Premužic    | Krka    | s.t.     |

| Pos. | Corridore    | Squadra      | Tempo     |
| ---- | ------------ | ------------ | --------- |
| 1    | Faat Zakirov | Amore & Vita | 12h21'06" |

### 5ª tappa
- 11 maggio: Ivančna Gorica > Aidussina – 175 km

| Pos. | Corridore           | Squadra      | Tempo    |
| ---- | ------------------- | ------------ | -------- |
| 1    | Seweryn Kohut       | Amore & Vita | 4h06'30" |
| 2    | Vladimir Miholjević | Krka         | s.t.     |
| 3    | Slawomir Kohut      | Amore & Vita | a 48"    |

| Pos. | Corridore           | Squadra | Tempo     |
| ---- | ------------------- | ------- | --------- |
| 1    | Vladimir Miholjević | Krka    | 16h29'31" |

### 6ª tappa
- 12 maggio: Sesana > Passo della Moistrocca – 158 km

| Pos. | Corridore        | Squadra      | Tempo    |
| ---- | ---------------- | ------------ | -------- |
| 1    | Faat Zakirov     | Amore & Vita | 4h08'46" |
| 2    | Martin Derganc   | Krka         | a 13"    |
| 3    | Jürgen Pauritsch |              | a 1'59"  |

| Pos. | Corridore    | Squadra      | Tempo     |
| ---- | ------------ | ------------ | --------- |
| 1    | Faat Zakirov | Amore & Vita | 20h39'00" |

### 7ª tappa
- 13 maggio: Ribnica > Novo Mesto – 178 km

| Pos. | Corridore         | Squadra    | Tempo    |
| ---- | ----------------- | ---------- | -------- |
| 1    | Remigius Lupeikis | Mroz       | 4h04'40" |
| 2    | Filippo Baldo     | KIA-Suisse | s.t.     |
| 3    | Andrej Gimpelj    | Krka       | s.t.     |

| Pos. | Corridore           | Squadra      | Tempo     |
| ---- | ------------------- | ------------ | --------- |
| 1    | Faat Zakirov        | Amore & Vita | 24h44'58" |
| 2    | Martin Derganc      | Krka         | a 1'09"   |
| 3    | Vladimir Miholjević | Krka         | a 1'23"   |

## Classifiche finali

### Classifica generale
| Pos. | Corridore           | Squadra      | Tempo     |
| ---- | ------------------- | ------------ | --------- |
| 1    | Faat Zakirov        | Amore & Vita | 24h44'58" |
| 2    | Martin Derganc      | Krka-Telekom | a 1'09"   |
| 3    | Vladimir Miholjević | Krka-Telekom | a 1'23"   |
| 4    | Seweryn Kohut       | Amore & Vita | a 2'20"   |
| 5    | Slawomir Kohut      | Amore & Vita | a 3'54"   |
| 6    | Luca Belluomini     | CCC-Mat      | a 5'05"   |
| 7    | Jaroslaw Rebiewski  | CCC-Mat      | a 5'34"   |
| 8    | Martin Moser        |              | a 6'35"   |
| 9    | Simone Mori         | KIA-Suisse   | a 7'33"   |
| 10   | Jürgen Pauritsch    |              | a 8'26"   |